# Flagge des Sudan
Die Flagge des Sudan wurde von Abdalrahman Ahmad Aljali, einem Absolventen der Kunsthochschule, entworfen.

## Beschreibung und Bedeutung
Die Anlehnung an die Arabische Befreiungsflagge wird durch die panarabischen Farben dokumentiert.
- Grün steht für den Islam, der Dynastie der Fatimiden und für Wohlfahrt und Gedeihen des Staates.
- Rot ist die Farbe der Revolution, Sozialismus, und Fortschritt und steht für die Opfer, die der Kampf um den Nationalstaat kostete.
- Weiß symbolisiert Frieden, Licht und Optimismus und erinnert an die weiße Revolutionsflagge von 1924 der Liga der Weißen Fahne
- Schwarz weist auf die Zugehörigkeit des Staates zum „Schwarzen Kontinent“ hin (Das arabische Wort „Sudan“ bedeutet ‚schwarz‘). Zudem war schwarz die Hauptfarbe der Flagge des Muhammad Ahmad, einem sudanesischen Volksführer aus dem 19. Jahrhundert, der sich selbst als Mahdi ausgab.

Die Spitze des grünen Dreiecks ragt zu einem Drittel der Flaggenlänge in den weißen Streifen.

## Geschichte

Flagge des Sudan 1956–1970
Seitenverhältnis 1:2

Zur Einführung der Flagge kam es im Zusammenhang mit der Machtergreifung durch die Sudanesische Sozialistische Union unter Dschafar Muhammad an-Numeiri 1969. Sie wurde am 20. Mai 1970 erstmals offiziell gehisst. Die vorherige Flagge wurde seit der Unabhängigkeit des Sudan im Jahre 1956 benutzt.